# مطار كالينينغراد
مطار كالينينغراد (بالروسية: Аэропорт Храброво)‏(إياتا: KGD، إيكاو: UMKK) هو مطار يخدم مدينة كالينينغراد في روسيا، ويبعد عن المدينة حوالي 24 كلم. أغلب رحلاته الجوية هي رحلات داخلية، وجزء من هذا المطار لا يزال منطقة عسكرية خاصة بالقوات المسلحة للاتحاد الروسي. عرف المطار تحديثاً كبيراً بين سنتي 2016 و2018 وذلك استعداداً لتنظيم روسيا لكأس العالم 2018.

## شركات الطيران والوجهات

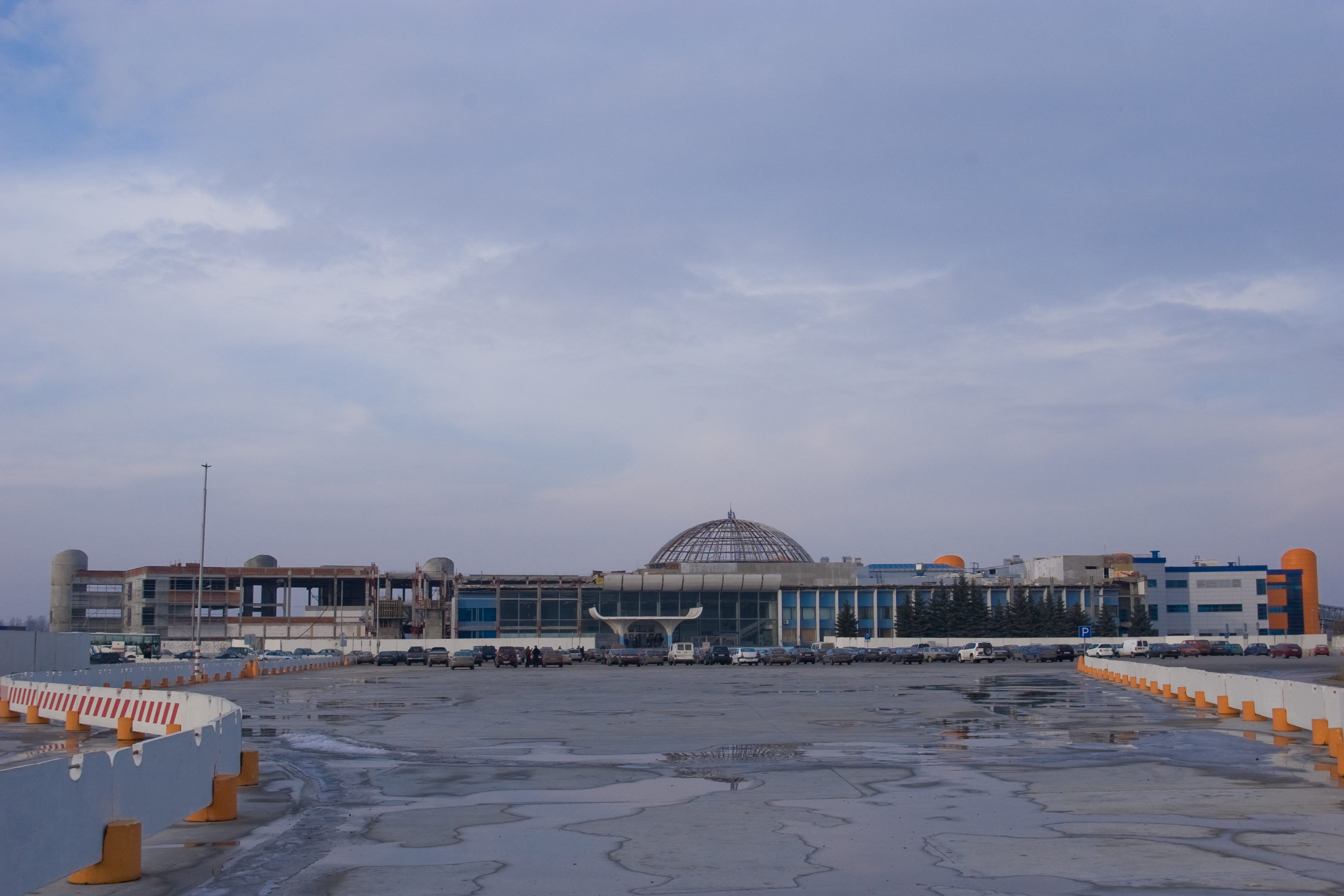
المحطة القديمة قبل التجديد

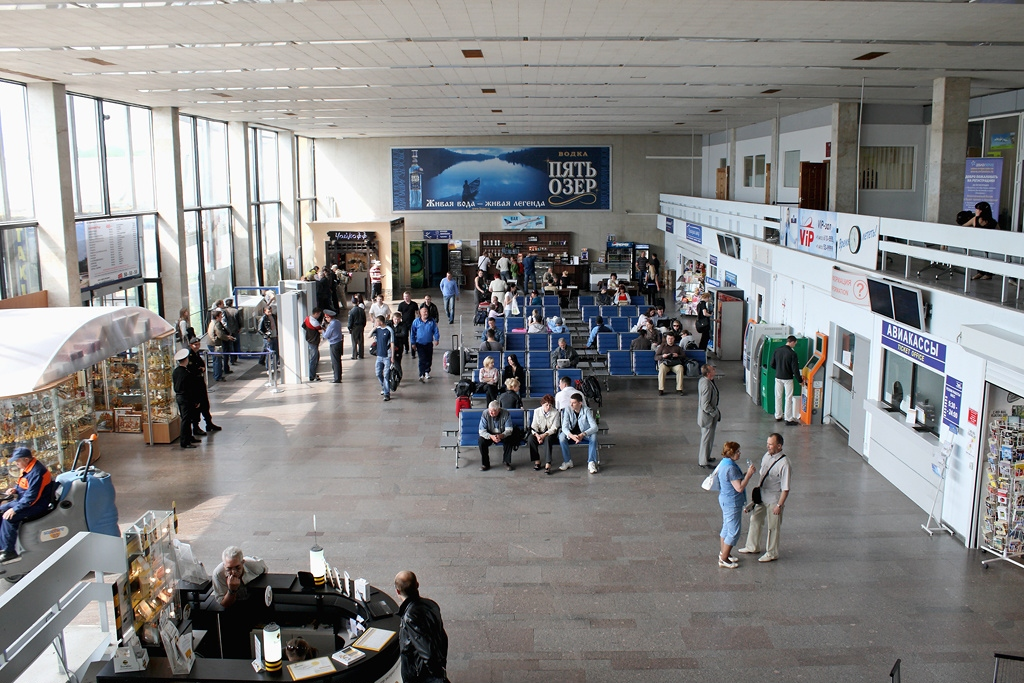
صالة الرئيسية بالمحظة القديمة

| شركـات طيـران         | الوجهات                                                                          |
| --------------------- | -------------------------------------------------------------------------------- |
| إيروفلوت              | مطار شيريميتييفو الدولي                                                          |
| Azimuth               | Mineralnye Vody، Pskov                                                           |
| طيران بيلافيا         | مطار مينسك الدولي                                                                |
| Ikar                  | Ivanovo، Perm                                                                    |
| Izhavia               | Izhevsk                                                                          |
| Nordwind Airlines     | Chelyabinsk، Ivanovo، Kazan، Nizhny Novgorod، Orenburg، مطار كوروموخ الدولي، Ufa |
| Pobeda                | مطار شيريميتييفو الدولي، مطار فنوكوفو الدولي، مطار بولكوفو                       |
| روسيه (خطوط جوية)     | مطار بولكوفو                                                                     |
| خطوط إس سفن           | مطار دوموديدوفو الدولي، مطار نوفوسيبيرسك                                         |
| Severstal Air Company | Cherepovets، Petrozavodsk                                                        |
| Smartavia             | مطار شيريميتييفو الدولي، مطار بولكوفو موسمي: Arkhangelsk، مطار مورمانسك ‏         |
| Southwind Airlines    | موسمي عارض: مطار أنطاليا                                                         |
| الخطوط الجوية التركية | موسمي: مطار أنطاليا                                                              |
| خطوط أورال الجوية     | مطار دوموديدوفو الدولي، مطار بولكوفو، مطار كولتسوفو الدولي                       |